# Witmarsum (Brasilien)
Witmarsum, amtlich portugiesisch Município de Witmarsum, ist eine Stadt im brasilianischen Bundesstaat Santa Catarina. Sie liegt etwa 110 km von der atlantischen Küste entfernt unweit der Stadt Blumenau. Die Entfernung zur Hauptstadt Florianópolis beträgt 253 km. Die Bevölkerung betrug laut Schätzung vom 1. Juli 2021 4032 Einwohner, die Witmarsumenser genannt werden und auf einer Gemeindefläche von rund 153,8 km² leben. Sie steht an 204. Stelle der 295 Munizipien des Bundesstaats.

## Geschichte
Die Stadt wurde 1924 von den deutschen Immigranten Paul Zerna, August Langhorst und Helmuth Teosowski aus den ehemaligen deutschen Kolonien Afrikas gegründet und erhielt daher zunächst den Namen Nova África. Im Jahr 1930 zogen viele Deutsche mennonitischen Glaubens aus Russland und der Ukraine in die Kolonie. Zu Ehren des Täuferführers Menno Simons benannten diese die Kolonie nach dessen friesischen Geburtsort Witmarsum um. Nachdem die Kolonie 1954 den Status eines Distriktes erhalten hatte, wurde sie am 15. Juni 1962 zur Stadt ernannt.

## Wirtschaft
Die Stadt erwirtschaftet etwa zwei Drittel ihres Einkommens mit der Produktion von Agrarerzeugnissen, insbesondere Milch, Melasse aus Zuckerrohr, Wein und Schweinefleisch.
Sie liegt in der Tourismusregion Caminhos do Alto Vale.